# Německo-česká provincie bosých augustiniánů
Německo-česká provincie bosých augustiniánů jedna z denominací augustiniánského řádu. Vznikla v roce 1656, kdy se řád bosých augustiniánů (latinsky Ordo Augustiniensium Discalceatorum, OAD) reformoval z augustiniánů eremitů v roce 1535 v Kastilii. Za pontifikátu papeže Klementa VIII. v letech 1601 až 1602 se řád osamostatnil a později je papež Řehoř XV. rozdělil do tří španělských provincií a zámořské provincie na Filipínách. K reformě augustiniánů došlo také v Portugalsku roku 1675. Italské konventy patřily k těm reformovanějším a zdaleka ne tak přísným. Roku 1596 vznikla také francouzská denominace.
Mnišská komunita augustiniánů bosáků, augustiniánských Discaleaten, smí užívat řádového označení teprve od roku 1931, kdy papež Pius XI. udělil kongregaci samostatnost. Její německo-česká (rakouská) provincie již zanikla. Všechny kláštery byly zrušeny během církevních reforem císaře Josefa II. a sekularizace v letech 1807 až 1814. Teoreticky existuje v Česku pouze klášter ve Lnářích (německy Schlüsselburg), který je přímo podřízen generálnímu vikáři v Římě. V červnu 2006 italská kongregace augustiniánů bosáků sestala ze 7 klášterů (hlavního kláštera v Convento di Gesù e Maria v Římě, Neapoli, Palermu, Messině, Trapani, Janově a ve Lnářích).

## Založení provincie

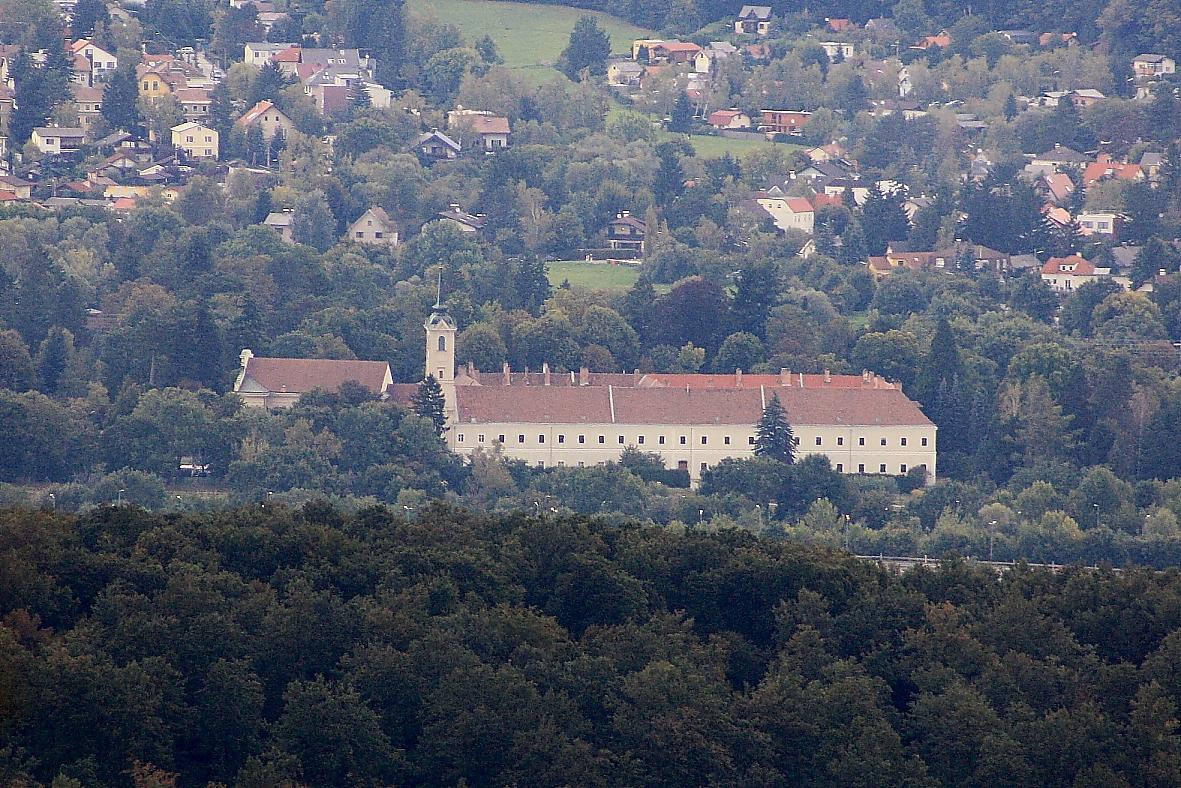
Na farní a poutní kostel v Mariabrunnu navazuje bývalý klášter, který až do roku 1828 obývali bosí augustiniáni („Augustiner Barfüßer“). Poté přesídlila do budovy kláštera císařská lesnická akademie. V budově sídlí nyní (2014) vzdělávací a výzkumné centrum pro lesnictví, přírodní katastrofy a přírodu – „Bundesforschungs- und Ausbildungszentrum für Wald, Naturgefahren und Landschaft” s malým lesnickým muzeem.

Německou provincií označovali vyučení bosáci z Itálie celou oblast na sever od Alp. V roce 1623 dorazili německy mluvící bratři Fr. Severinus a Sixtus do Prahy, aby na přání papeže převzali kostel svatého Václava na Zderaze a zároveň se postarali o založení místa pro vyučení místních noviců.
Během korunovačního pobytu v Praze roku 1628 oslovilo císaře Ferdinanda II. kázání tři bosáků natolik, že jim jednak udělil audienci a konventu daroval 1000 zlatých. Seznámení s řádem v Praze, snaha pražských mnichů o vlastní kongregaci, ale také problémy s vídeňskými augustiniány vedly císaře v roce 1630 k tomu, aby dvorní klášter Hofkloster předal augustiniánům bosákům. Postupně bosí augustiniáni založili kostely: v roce 1636 Maria Brunn u Vídně, 1640 v Táboře, 1642 v Lublani, 1654 v Bavorsku St. Johann u Herbersteinu (nyní Štýrsko, Rakousko) a v Taxe, 1666 ve Štýrském Hradci. Na rakousko-českém území tak postupně vzniklo osm klášterů, které se snažily od Itálie oddělit.
Pražský klášter byl původně založen německými řeholníky řádu bosých augustiniánů, který později převzal konvent obutých augustiniánů ve Vídni (1630). Proto byl založen již v roce 1640 u táborského konventu „Probhaus“ pro výuku noviců v české části německé provincie. Pro novice vznikl v německé části klášter v Maria Brunn u Vídně a klášter na vídeňském dvoře (německy Studienhaus im Wiener Hofkloster). Při příležitosti založení moravského kláštera ve Vratěníně došlo v roce 1677 k přeložení generální výuky z Prahy do Vídně.
Pod kláštery "německé" provincie spadal hlavní klášter svatého Augustina ve Vídni (1630) s klášterem v Maria Brunn s noviciátem (1636), v Kraňsku konvent v Lublani (1642), ve Štýrsku kláštery St. Johann u Herbersteinu (1642) a ve Štýrském Hradci (1665–1666), v Bavorsku klášter v Taxe (1654), na Moravě klášter ve Vratěníně (německy Fratting 1687) a ve Slezsku ve Střelíně (německy Strehlen 1698). V roce 1756 byly zřízeny ještě misijní stanice v Korutanech – Gailtal a Drautal. Po dobytí Slezska v roce 1745 nesměli již novicové studovat ve Vídni a spojení bylo v roce 1789 úplně ukončeno. Česká část provincie zahrnovala kláštery – v Praze (1623), v Táboře (1640), v Havlíčkově Brodě (německy Deutsch Brod 1674), ve Lnářích (německy Schlüsselburg 1684) a v Lysé nad Labem (německy Lissa 1713). Na zánik kongregací augustiniánů bosáků mělo vliv nejen rychle se šířící osvícenství po celé monarchie, ale hlavně likvidovaly kláštery církevní reformy císaře Josefa II.

## Zánik klášterů

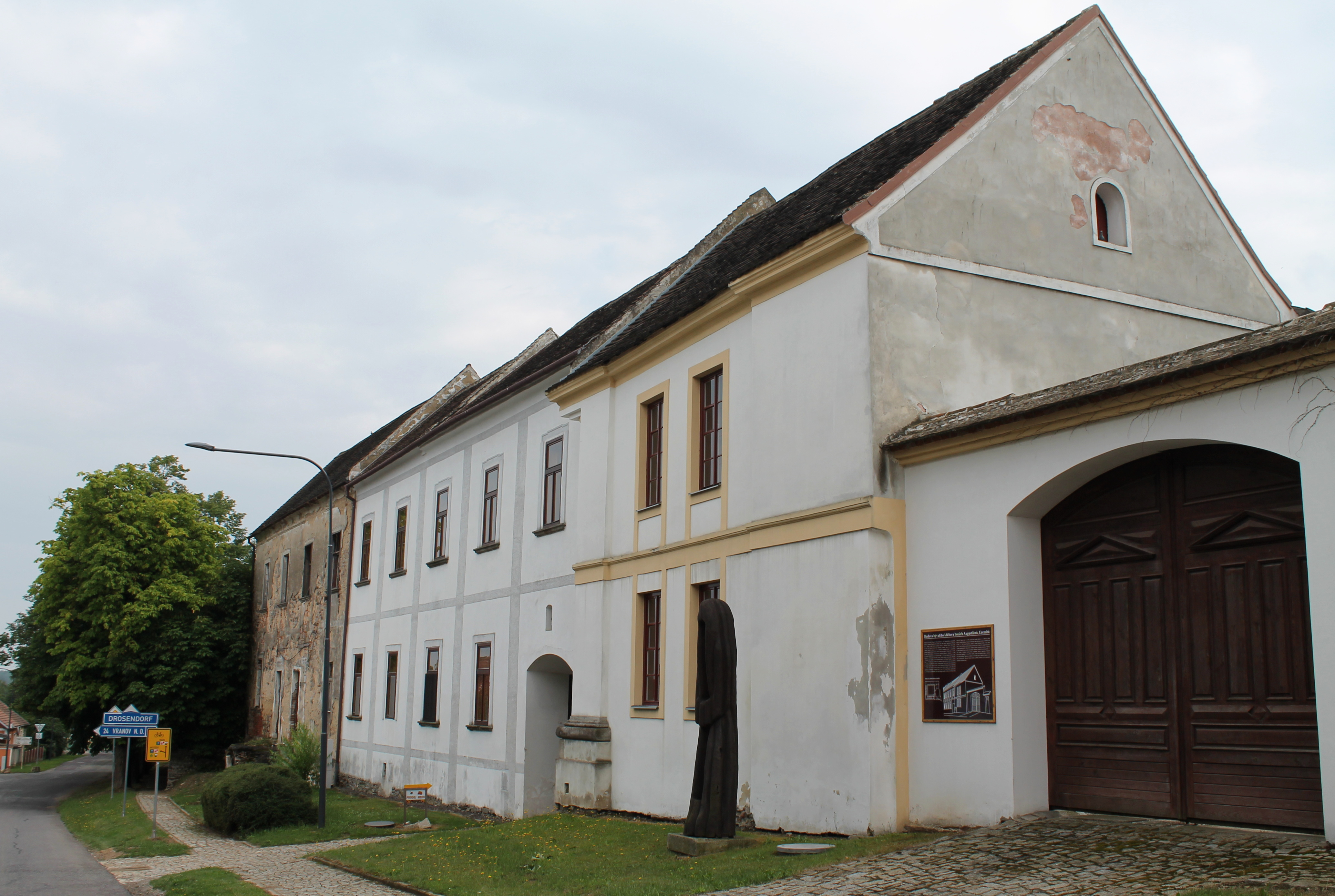
Klášter augustiniánů s kostelem svatého Mikuláše Tolentinského, Vratěnín, okres Znojmo.

Jedním z nejdramatičtějších opatření z roku 1781 bylo pro všechny kláštery zavedení tzv. numerus fixus. Až do dosažení sníženého počtu členů v konventu nemohli být přijímáni do řádu noví kandidáti. To nevyhnutelně vedlo k „zestárnutí“ a k „vymření“ mnoha klášterů. Zavedením obecného semináře pro odbornou přípravu mladých kněží (30. března 1783) došlo k uzavření studijního domu v císařském dvorním klášteře ve Vídni. Studium noviců se dále odehrávalo mimo kláštery, bez řeholního oděvu a bez závěrečné zkoušky, což zapříčinilo snížení úrovně studovaných disciplín a ze strany noviců nedodržování a porušování řádových pravidel.
Zákaz sbírek (německy Sammelverbot) z roku 1783 postihl zejména žebravé řády včetně bosých augustiniánů. Mniši tak přišli o jedno ze svých základních živobytí. Ani slíbené subvence z náboženského fondu nedokázaly odstranit finanční problémy řádu. Nejprve za oběť reformám padly za vlády císaře Josefa II. kláštery Na Zderaze v Praze (12. března 1785) a v Lublani (18. dubna 1786), které byly předány „užitečnějšímu” řádu milosrdných bratří. Reformní drastická opatření nepřežil nakonec ani jeden z klášterů.
Klášter ve Střelíně byl rozpuštěn během slezské sekularizace v roce 1810 a bavorský v Taxe podlehl stejným snahám už v roce 1802. Oba byly již v této době z německo-české provincie vyloučeny. V české části provincie přežil pouze klášter ve Lnářích, jelikož kostel se stal součástí farnosti, kterou od roku 1786 měli mniši na starost. Klášter v Táboře byl kvůli josefínským reformám natolik oslabený, že ho mniši natrvalo opustili 16. července 1816. Klášter v Lysé nad Labem založený hrabětem Šporkem byl sice 17. října 1811 rozpuštěn, ale pro stát to žádná finanční výhra nebyla, jelikož připadl zpátky vrchnosti. Klášter v Německém Brodě (Havlíčkův Brod) se školou, která byla od roku 1802 opět vedena jako gymnázium, ukončil činnost 4. října 1807 a byl postoupen premonstrátům ze Želivu.
Také v rakouské části provincie neměly za těchto okolností kláštery šanci na přežití. Vídeňský klášter svatého Augustina byl sice povýšen v roce 1783 na farnost, ale v jejím čele stál světský kněz (německy Weltpriester). Bosáci mohli působit pouze jako kaplani a nesměli přijímat nové nástupce. Nakonec po převedení na vévodu Alberta požádala kongregace 21. listopadu 1836 o pozastavení činnosti. Již o něco dříve v roce 1829 vymřel také klášter v „Maria Brunn” a rozsáhlý objekt sloužil nejprve vojenským účelům (lazaret) a později vzdělávacímu lesnickému institutu. Zrovna tak se stal klášter v Münzgrabenu ve Štýrském Hradci v roce 1783 farností, o kterou se konvent až do roku 1807 staral. Budovy kláštera po zavedených císařských náboženských opatřeních byly předány dominikánům a zbývající mniši byli převedeni do konventu v Herbersteinu. Ale i tento malý klášter, který převzal kostel s farou již při svém založení, se udržel jen do roku 1820. Pak už působil bez duchovních a nakonec byl zrušen.

## Kláštery v německé části provincie

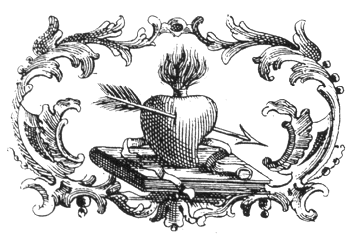
Znak. Ve zlatém štítě červené planoucí srdce, spočívající na černé knize s červenou ořízkou a obtočené černým řemenem (opaskem), které je kosmo probodeno stříbrnou berlou a šikmo hnědým šípem. (Kniha představuje slovo Boží, jež proniklo srdcem i duší sv. Augustina jako šíp. Osobnost sv. Augustina je vyjádřena ještě berlou. Syntéza augustiniánské spirituality — hledání pravdy prostřednictvím Božího slova v bratrské lásce — je zobrazena knihou a srdcem jako symboly lásky v pravdě a pravdy v lásce.) Citace z Encyklopedie řádů, kongregací a řeholních společností katolické církve v českých zemích.

- konvent s kostelem sv. Augustina ve Vídni (Hlavní město Vídeň, Spolková země Vídeň, Rakousko)
- konvent v Mariabrunnu ve Vídni (Hlavní město Vídeň, Spolková země Vídeň, Rakousko)
- konvent s kostelem sv. Josefa v Lublani / Laibach (Lublaň, Lublaňská provincie, Slovinsko)
- konvent s kostelem sv. Jana v Herbersteinu (Hartberg, Štýrsko, Rakousko)
- konvent s kostelem Panny Marie Pomocné z hvězdy v Taxe (Odelzhausen, Dachau, Diecéze München-Freising, Bavorsko, Německo)
- konvent ve Štýrském Hradci (Münzgraben, Štýrsko, Rakousko)
- konvent s kostelem sv. Mikuláše Tolentinského a s loretánskou kaplí ve Vratěníně / Fratting (okres Znojmo, Jihomoravský kraj, Česko)
- konvent ve Střelíně / Strzelin / Strehlen (Dolní Slezsko, Okres Strzelin, gmina Strzelin, Polsko)
- misijní stanice v Rublandu (Villach Land, Korutany, Rakousko) a další hospice v Korutanech[9]

## Kláštery v české části provincie
- konvent s kostelem sv. Václava na Zderaze (Praha 2 – Nové Město, Česko)
- konvent s kostelem Narození Panny Marie v Táboře (okres Tábor, Česko)
- konvent s kostelem sv. Rodiny v Havlíčkově Brodě / Deutsch Brod (okres Havlíčkův Brod, Česko)
- konvent s kostelem Nejsvětější Trojice ve Lnářích / Schlüsselburg (okres Strakonice, Česko)
- konvent sv. Jana Nepomuckého s kostelem Narození Panny Marie a sv. Jana Nepomuckého v Lysá nad Labem / Lissa an der Elbe (okres Nymburk, Česko)[9]

## Uctívání Panny Marie
Uctívání Panny Marie je pro řád bosých augustiniánů typické a neprojevovalo se jen kultem loretánských kaplí. Santa casa – replika domu Panny Marie, ve kterém došlo ke zvěstování, se nacházela ve Vídni v kostele sv. Augustina, u sv. Jana v Herbersteinu, ve Vratěníně na Moravě a v Lysé nad Labem v Čechách. Také patronace jsou buď přímo mariánské (Panna Marie Pomocná z hvězdy – Taxa, Nanebevzetí Panny Marie – Mariabrunn, Narození Panny Marie – Tábor a Lysá nad Labem, zde společně s Janem Nepomuckým) nebo pochází z „rodinného prostředí” Matky Boží (svatý Josef – v Lublani, sv. Anna – Štýrský Hradec, Svatá rodina – Německý / Havlíčkův Brod). Výjimkou byla patronace sv. Augustinovi ve Vídni (ale s blízkým napojením na Pannu Marii) a sv. Mikuláši Tolentinskému ve Vratěníně (s loretánskou kaplí). Podle zasvěcení také odpovídalo ikonografické vybavení kostelů oltáři a sochami. Pozoruhodné bylo také uctívání Jana Nepomuckého, kterému až na kostel sv. Jana v Herbersteinu, byly věnovány v kostelích oltáře. Centrem uctívání Jana Nepomuckého se stal kostel sv. Augustina ve Vídni. Častý byl také architektonický prvek Božího hrobu. Zvláště zajímavý se nachází v Německém Brodě (Havlíčkův Brod) a v blízkosti kláštera v Herbersteinu. Oba jsou kopií z kostelů svatého Václava na Zderaze v Praze a kláštera v Taxe.